# Emblème du Honduras
L'emblème du Honduras est composé de symboles faisant référence à son territoire et à son histoire.
Dans sa partie supérieure figure un ensemble de flèches qui symbolise la population indigène du pays et deux cornes d'abondance.
Dans la partie centrale, de forme ovale, apparaissent sous un ciel azur et sur l'eau de la mer, une pyramide et deux tours entre lesquelles figure un arc-en-ciel. Dessous, un soleil levant, symbole de l'espoir et un volcan entre les deux océans (Atlantique et Pacifique), qui représente le territoire hondurien. L'ovale central est entouré d'une bordure blanche sur laquelle figure écrit en lettres d'or « República de Honduras, Libre, Soberana e Independiente. 15 de Septiembre de 1821 » (en français, République du Honduras, libre, souveraine et indépendante. 15 septembre 1821).
Dans la partie inférieure sont représentés quelques arbres (pins et chênes), symboles des ressources naturelles du Honduras, des outils de mineurs et les mines d'où l'on extrayait l'or et l'argent.
Jusqu'à son indépendance, comme toutes les colonies espagnoles, on utilisait au Honduras les armoiries des rois d'Espagne (il n'exista pas d'armoiries nationales espagnoles avant 1868). Dionisio de Herrera, en tant que chef de l'État du Honduras, décréta la création d'un écu national le 3 octobre 1825. 
La description et l'usage de l'emblème hondurien sont régulés par le décret numéro 16 et par l'article 142 établi par le Congrès National le 10 janvier 1935.